# Кліфф (Нью-Мексико)
Кліфф (англ. Cliff) — переписна місцевість (CDP) в США, в окрузі Грант штату Нью-Мексико. Населення — 284 особи (2020).

## Географія
Кліфф розташований за координатами 32°57′57″ пн. ш. 108°37′3″ зх. д. / 32.96583° пн. ш. 108.61750° зх. д. (32.965957, -108.617595).  За даними Бюро перепису населення США в 2010 році переписна місцевість мала площу 26,55 км², уся площа — суходіл.

## Демографія
Згідно з переписом 2010 року, у переписній місцевості мешкали 293 особи в 134 домогосподарствах у складі 89 родин. Густота населення становила 11 особа/км².  Було 160 помешкань (6/км²).
Расовий склад населення:
| - 95,9 % — білих - 0,3 % — корінних американців - 0,3 % — чорних або афроамериканців - 1,7 % — осіб інших рас |

До двох чи більше рас належало 1,7 %. Частка іспаномовних становила 6,8 % від усіх жителів.
За віковим діапазоном населення розподілялося таким чином: 18,1 % — особи молодші 18 років, 54,3 % — особи у віці 18—64 років, 27,6 % — особи у віці 65 років та старші. Медіана віку мешканця становила 53,7 року. На 100 осіб жіночої статі у переписній місцевості припадало 103,5 чоловіків;  на 100 жінок у віці від 18 років та старших — 101,7 чоловіків також старших 18 років.
За межею бідності перебувало 33,5 % осіб, у тому числі 66,7 % дітей у віці до 18 років та 0,0 % осіб у віці 65 років та старших.
Цивільне працевлаштоване населення становило 80 осіб. Основні галузі зайнятості: інформація — 45,0 %, сільське господарство, лісництво, риболовля — 36,3 %, освіта, охорона здоров'я та соціальна допомога — 11,3 %, транспорт — 7,5 %.